# Samuel Edel

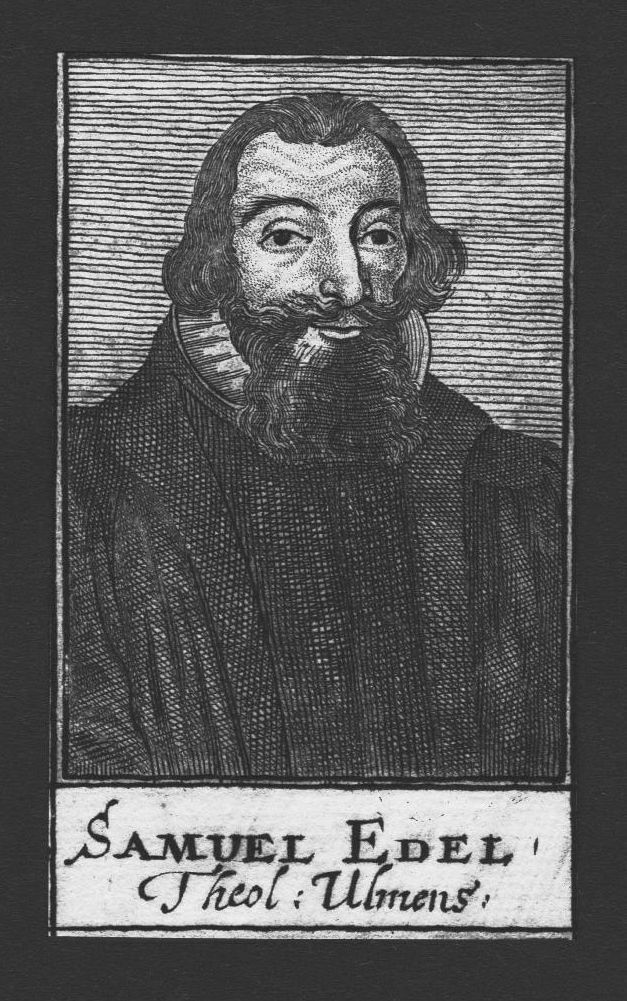
Samuel Edel, Kupferstich-Portrait, um 1680

Samuel Edel (* 2. Juni 1593 in Türkheim; † 1. Dezember 1652 in Ulm) war ein deutscher lutherischer Theologe.

## Leben
Geboren als Sohn eines Landpredigers, besuchte er das Gymnasium in Ulm und studierte im Anschluss an der Universität Wittenberg, an der Universität Tübingen und der Universität Gießen.
Nachdem er seine theologischen Studien beendet hatte, war er als Pfarrer in den Landgemeinden Langenau, Lonsee, Urspring tätig und kam als Pfarrer an die Dreifaltigkeitskirche in Ulm. Hier erlebte er die Schrecken des Dreißigjährigen Krieges mit und verfasste praktische theologische Werke.

## Werkauswahl
- Thesaurus catecheticus oder evangelischer Katechismusschatz
- Evangelienschatz oder schriftmäßige Erklärung der Sonntagsevangelien, 12 Teile, Ulm 1654
- Summa Christianismi